# Erin Sanders
Erin Zariah Sanders, född 19 januari 1991 i Santa Monica, Kalifornien, är en amerikansk skådespelare. Hon är mest känd i rollen som skolan Pacific Coast Academys vetenskapsnörd Quinn Pensky i TV-serien Zoey 101. Hon medverkar också i Big Time Rush som går på Nickelodeon, där hon spelar Camille Roberts.

## Filmografi

### Film
- Art of Love
- Never Never
- Slightly Thicker Than Water
- Zoey 101: Behind the Scenes
- Big Time Christmas
- Big Time Beach Party
- Robopocalypse
- Model Minority
- Guilty At 17

### TV
- Apple Valley Knights
- American Dreams
- Judging Amy
- Carnivàle
- Strong Medicine
- 8 Simple Rules
- Zoey 101
- The Young and the Restless
- Ugly Betty
- Castle
- Mad Men
- Weeds
- Big Time Rush
- The Mentalist
- CSI: Miami
- Pair of Kings
- The Fresh Beat Band
- Melissa & Joey

### Musikvideor
City Is Ours
Boyfriend